# Glashaugen
Der Glashaugen (norwegisch für Glashügel) ist ein kleiner und felsiger Hügel im ostantarktischen Königin-Maud-Land. Im Gebirge Sør Rondane ragt er 3 km nördlich der Bleikskoltane nahe dem Kopfende des Byrdbreen auf.
Norwegische Kartografen, die den Hügel auch deskriptiv benannten, kartierten ihn 1957 anhand von Luftaufnahmen, die bei der US-amerikanischen Operation Highjump (1946–1947) entstanden.